# Münchberg (stacja kolejowa)
Stammbach (niem: Bahnhof Stammbach) – stacja kolejowa w Münchberg, w kraju związkowym Bawaria, w Niemczech. Znajduje się na linii Bamberg – Hof. Według DB Station&Service ma kategorię 5. 

## Linie kolejowe
- Linia Bamberg – Hof
- Linia Münchberg – Selbitz
- Linia Münchberg – Zell